# Lyanco
Lyanco Evangelista Silveira Neves Vojnović dit Lyanco , né le 1er février 1997 à Vitória, est un footballeur brésilien. Il évolue au poste de défenseur central à l'Atlético Mineiro.

## Biographie

### En club
Avec le club du São Paulo FC, il joue 21 matchs en première division brésilienne, inscrivant un but.

### En équipe nationale
En mars 2016, il prend part aux éliminatoires du championnat d'Europe des moins de 19 ans 2016 avec l'équipe de Serbie.
Avec l'équipe du Brésil des moins de 20 ans, il participe au championnat sud-américain des moins de 20 ans en 2017. Il joue sept matchs lors de ce tournoi.
Il participe au tournoi Maurice Revello avec l'équipe du Brésil espoirs en juin 2022. Il est élu second meilleur joueur et gagne le tournoi avec le Brésil.